# Филофей (Феодоропулос)
Епископ Филофей (греч. Επίσκοπος Φιλόθεος, в миру Дими́триос Феодоро́пулос греч. Δημήτριος Θεοδωρόπουλος; род. 1963, Като-Неврокопион) — архиерей Элладской православной церкви, епископ Рогонский (с 2019), викарий Афинской архиепископии.

## Биография
Родился в 1963 году в Като-Неврокопионе, но в 13 лет поселился у родственников в Неа-Иония в Аттике, в Греции, где завершил среднее образование (Εγκυκλίους Σπουδάς), пользуясь привязанностью и любовью местного епископа Неа-Ионийского Тимофея, который также был его духовным отцом.
15 августа 1982 года митрополитом Неаионийским Тимофеем (Матфайякисом) рукоположен во диакона, 15 августа 1984 года возведён в архидиакона. 7 января 1987 года им же и рукоположен во пресвитера с возведением в сан архимандрита.
15 мая 1987 года был направлен на приход в Алиартос (Фиванская и Левадийская митрополия) в качестве альтернативы прохождения военной службы (так было предусмотрено законодательством для священнослужителей с приходов численностью менее тысячи человек).
22 февраля 1989 года митрополите Фивском и Левадийском Иеронимом был назначен архиерейским эпитропом Фив. 1 января 1990 года был возведён в духовника, 20 марта 1995 он был назначен протосинкеллом Фиванской митрополии.
В 2002 году архиепископ Афинский и всея Греции Христодул назначил его Синодального комитета по догматическим и правовым вопросам, возглавляемым митрополитом Патрским Никодимом (Валлиндрасом).
В 2008 году, после избрания митрополита Фивского Иеронима (Лиаписа) архиепископом Афинским, он был назначен архивариусом Священного Синода и переведён из Фиванской и Левадийской митрополии в Афинскую архиепископию, служа в течение одного года в Святом храме Святых Анаргири Псирри, а затем в течение десять лет и до своего избрания епископом в Успения Пресвятой Богородицы.
11 октября 2019 года он был избран титулярным епископом Рогонском, викарием Афинской архиепископии.
16 октября 2019 года был рукоположен в сан епископа Рогонского, викария Афинской архиепископии.